# 中之島まつり
中之島まつり（なかのしままつり）は大阪市の中之島で、毎年5月3〜5日の3日間開かれる市民祭り。1973年に中之島公園の環境保存を目的に始められた。
市民団体やグループ、個人のボランティアにより多くの露店などが出展される。また音楽や演劇、映画、演芸のステージの他、大型遊具などのアトラクションも多数開設される。障害者団体や大阪以外からの参加も多い。
運営は参加する団体、個人で委員会をつくり実行される。報酬などはなく、全てがボランティアである。
会場は、中之島のほぼ中央、御堂筋から東の天神橋付近までが会場となる。
近年では、（社）上方落語協会主催の「彦八まつり」 、戎橋筋商店街振興組合主催の「えびすばし夏祭り」 、神戸・新開地まちづくりNPOが運営する「新開地音楽祭」 などにも、ボランティアが主体となって行うイベントノウハウを提供している。また、「天神祭」「祇園祭」など老舗のお祭りに、ごみを出さないイベントノウハウを提供し協力している。
2004年に第26回サントリー地域文化賞 を受賞した。